# 悪液質

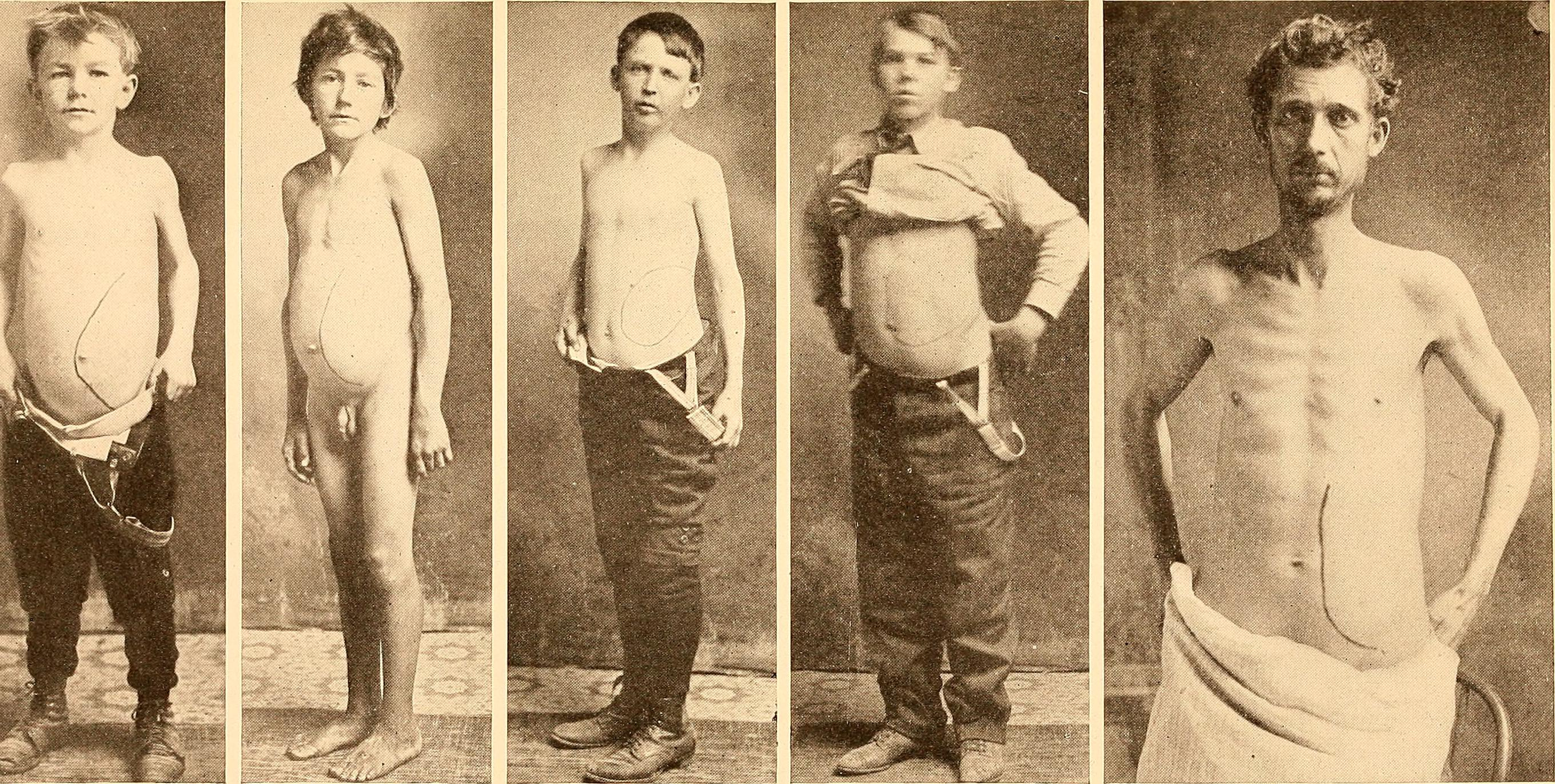
マラリアによる悪液質の例。1909年撮影。

悪液質（あくえきしつ）とは、何らかの疾患を原因とする栄養失調により衰弱した状態を指す医学用語。医学・医療用トランスリンガル（多言語共通語）では "cachexia" という。英語では "cachexy" ともいい、日本語ではドイツ語に影響された音写形「カヘキシー」が通用する。

## 概要
悪性腫瘍（がん、癌）や白血病でよく発生する。悪性腫瘍の末期における、炭水化物やタンパク質の代謝変化などを原因とする悪液質を癌悪液質と呼ぶ。下垂体性悪液質は下垂体の広範な破壊を原因とする悪液質性疾患であり、体重減少、低タンパク血症、脱毛、粘液水腫、臓器の萎縮などが認められる。
悪液質の顕著な臨床的特徴は、成人の場合は体重減少（体液貯留を補正）、小児の場合は成長障害（内分泌疾患を除く）である (Washington definition)。
がん細胞が増殖するとミトコンドリアの好気的代謝が機能不全となって嫌気的解糖が亢進し（「ワールブルク効果」を参照）、産生された多量の乳酸は肝臓にてコリ回路を通じて多量のATPを消費した後、糖新生によりグルコースが再生される一連の工程を経て大量のグルコースとエネルギーが非効率に消費されることになる。このような機構から、悪液質の諸症状と低栄養が古典的に説明されている。
癌悪液質は非小細胞性肺癌や膵臓癌、消化器の癌（胃癌や大腸癌）のほか、転移が進んだ悪性腫瘍で起きやすい。筋肉や皮下脂肪が減り、「癌にかかると痩せる」という状態を引き起こす。抗がん剤が効きにくくなるほか、床ずれが起きやすくなったり、体力が落ちて歩行や入浴、排泄などを自力でしにくくなったりして生活の質（QOL）の低下を招く。
従来は栄養療法とステロイド、漢方薬などの薬物療法が用いられた。2021年1月に日本で初めて承認された治療薬（アナモレリン塩酸塩）は視床下部に作用して食欲を、下垂体に作用して成長ホルモンの分泌を促す効果があるとされるが、リハビリテーションとの併用が必要という指摘もある。
理化学研究所のショウジョウバエを用いた実験によれば、がんによる全身症状の発症には，がん細胞が分泌する蛋白質「ネトリン」の関与が示唆された。